# Słoneczny Górny Staw
Słoneczny Górny Staw (także: Rudzki) – staw rybny zlokalizowany w rezerwacie przyrody Stawy Milickie (kompleks Stawno), na północ od osady rybackiej Stawno (gmina Milicz).

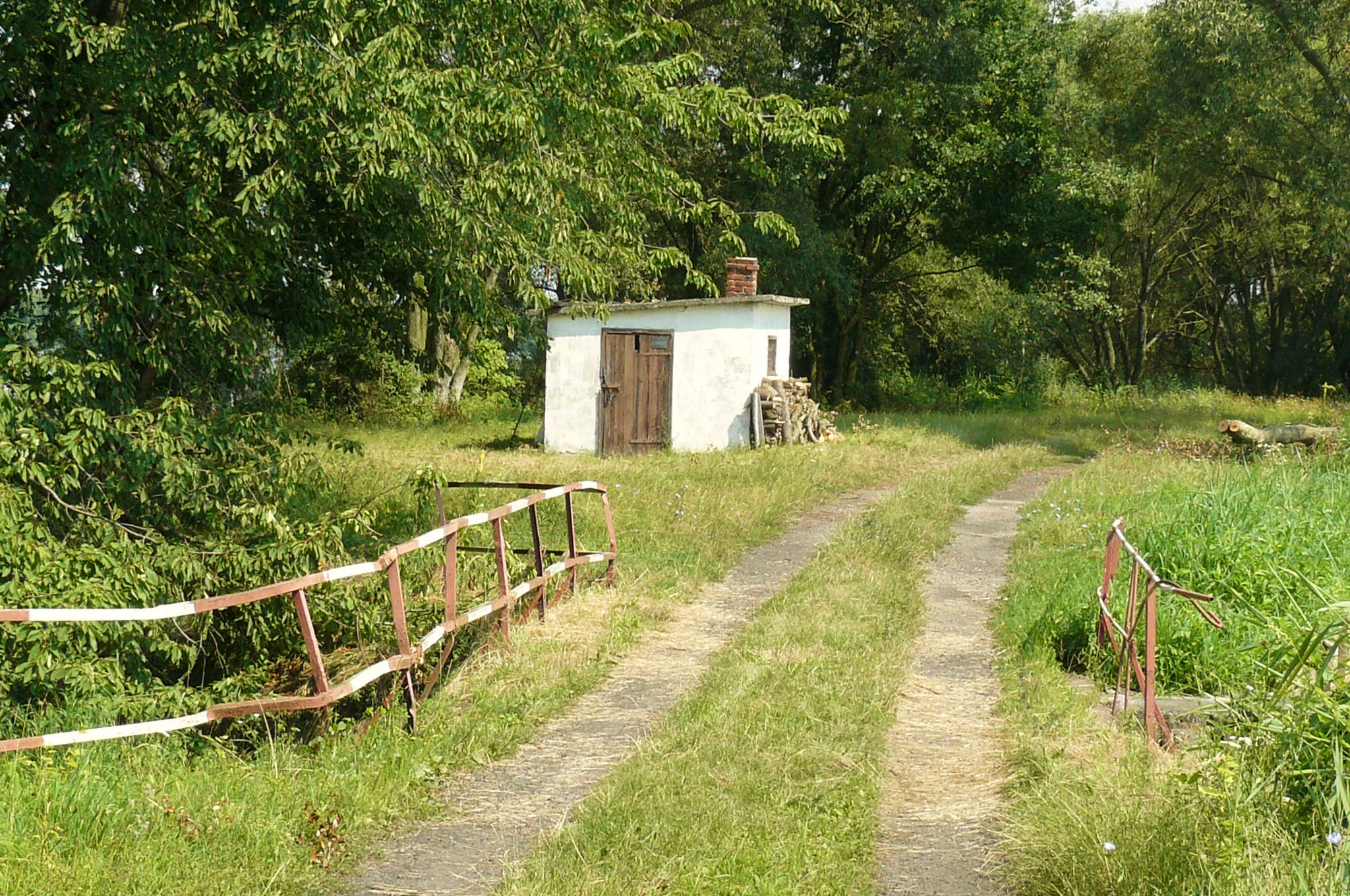
Schronisko rybackie

Staw o powierzchni 164 ha jest jednym z czterech w kompleksie Stawno stawów lęgowiskowych, na których priorytetem jest ochrona ptasich populacji. Z tego względu nie wolno tutaj prowadzić prac związanych z pogłębianiem akwenu i wycinaniem trzcinowisk. Efektem jest powstanie dwunastu wysp trzcinowych służących ptakom za miejsca lęgowe. Gnieździ się w nich m.in. para łabędzi niemych, 40-50 par gęgaw, 5-7 par błotniaka stawowego, 3-5 par bąków i 50-150 par łysek. Ponadto, w liczbie kilkudziesięciu par lub mniej występują tu: krzyżówki, głowienka zwyczajna, perkozy, chruściele, trzciniaki, trzcinniczki, rokitniczka, remizy, potrzosy i dziwonia. Wiosną i latem ptaki gromadzą się masowo w tym rejonie i wymieniają pióra. Stada zatrzymujących się tu podczas przelotów gęsi liczą po kilkaset i więcej osobników. Florę miejscową reprezentują liczne gatunki wierzb: biała, krucha, laurowa, purpurowa, szara, iwa i wiciowa. Wschodnim brzegiem stawu przebiega grobla z ciągiem pieszo-rowerowym ze Stawna do Nowego Grodziska, która jest miejscem obserwacji ornitologicznych. Dopuszczony jest tu ograniczony ruch samochodowy (za zezwoleniem Urzędu Miejskiego w Miliczu).